# Francis Poulenc
Œuvres principales
- Les Biches
- Concert champêtre
- Concerto pour orgue, cordes et timbales
- Sonate pour flûte
- Concerto pour deux pianos
- Gloria
- Stabat Mater
- Figure humaine
- Les Mamelles de Tirésias
- Dialogues des carmélites
- La Voix humaine
- Litanies à la Vierge noire

Liste des œuvres de Francis Poulenc
Francis Poulenc (/fʁɑ̃.sis pu.lɛ̃k/) est un compositeur et pianiste français, né le 7 janvier 1899 à Paris où il est mort le 30 janvier 1963.

## Biographie

### Enfance et premières compositions

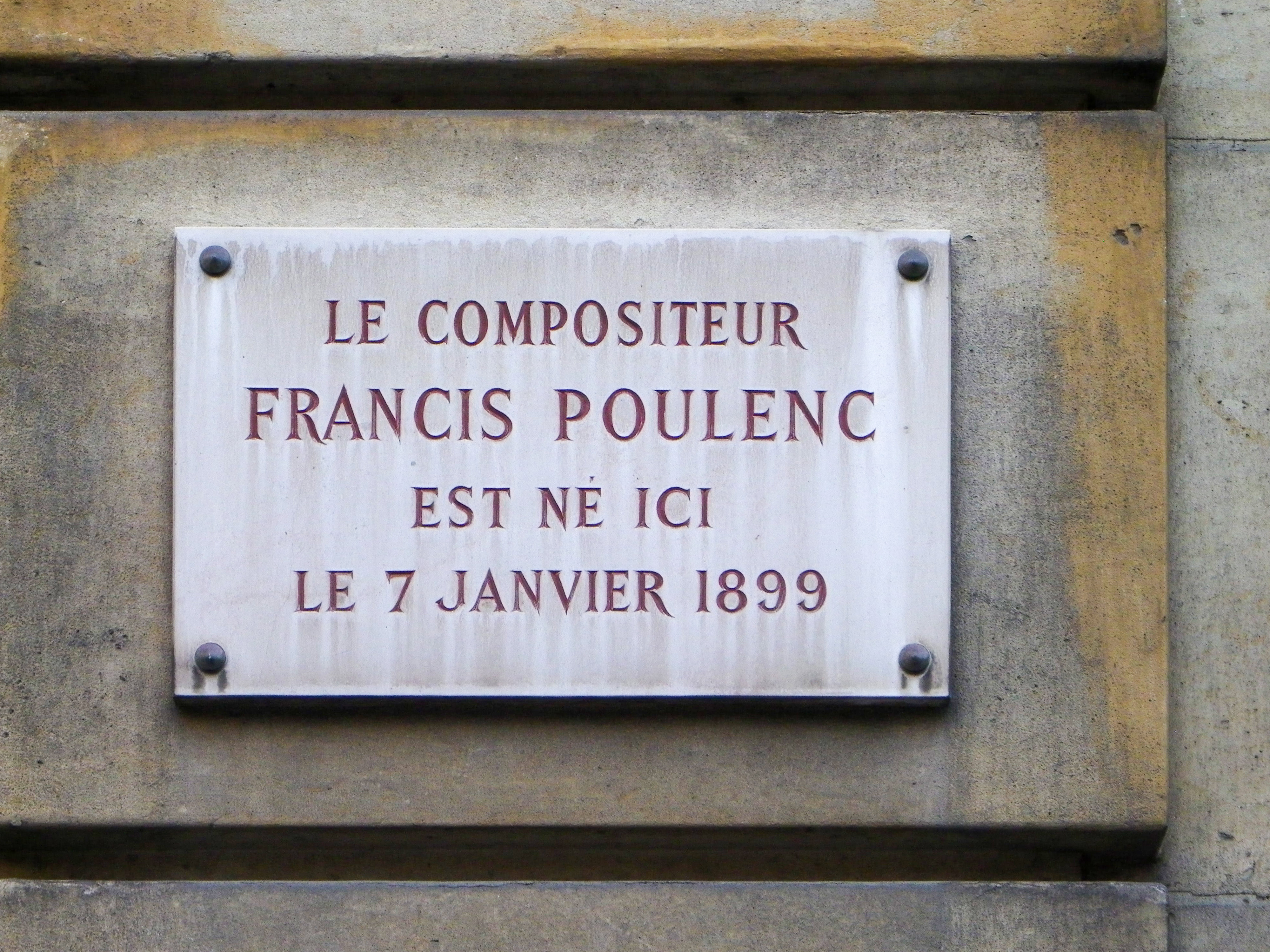
Plaque commémorative de la naissance de Francis Poulenc au 2 place des Saussaies à Paris (8e).

Le père de Francis Poulenc, Émile Poulenc (1855-1917), est l’un des fondateurs des établissements Poulenc frères, qui deviendront plus tard le groupe Rhône-Poulenc. 
Sa mère, Jenny-Zoé Royer (1864-1915), fille d’artisans parisiens, lui apprend le piano, alors qu'il n'a que cinq ans. À partir de 1915, il se perfectionne auprès de Ricardo Viñes, qui lui fait rencontrer notamment Erik Satie, Claude Debussy et Maurice Ravel.
Pendant son enfance, il est fréquemment à Nogent-sur-Marne où habite son grand père, Louis François Royer, au 4 rue de la Muette, où par ailleurs sa sœur Jeanne est née le 26 mai 1886.
Après une scolarité au lycée Condorcet, il connaît à dix-huit ans une première réussite lors d’un concert de musique « d’avant-garde » donné au théâtre du Vieux-Colombier, dirigé alors par la cantatrice Jane Bathori. Sa Rapsodie nègre (1917) lui ferme la porte du Conservatoire de Paris, mais attire l’attention du compositeur Igor Stravinsky, dont l'appui lui permet de faire publier ses premières œuvres aux éditions britanniques Chester,,.
Grâce à son amie d’enfance Raymonde Linossier (1897–1930), il fréquente en compagnie de son ami Georges Auric (son « frère jumeau ») la Maison des amis des livres, tenue par Adrienne Monnier. Il y fait la connaissance des poètes d’avant-garde, tels que Jean Cocteau, Guillaume Apollinaire, Max Jacob, Paul Éluard, dont il mettra de nombreux textes en musique.

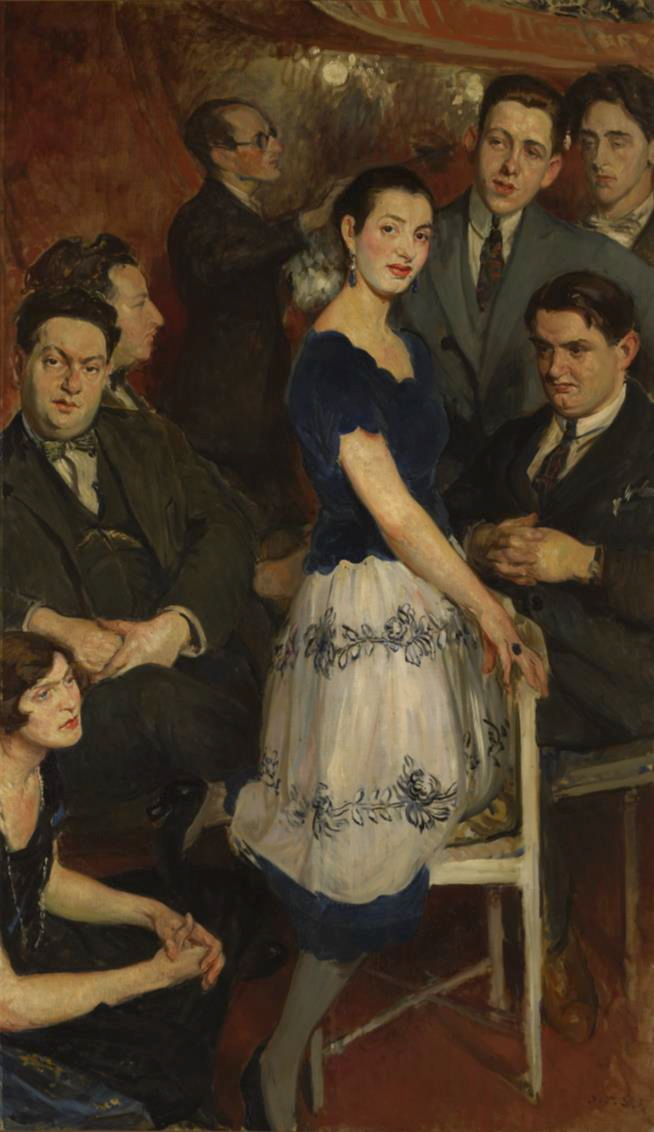
Le groupe des Six, huile sur toile de Jacques-Émile Blanche, 1922

Il compose Le Bestiaire ou Cortège d'Orphée (1918), un cycle de mélodies reprenant des poèmes de l'œuvre éponyme de Guillaume Apollinaire, et en confie la première exécution à Suzanne Peignot (1919). Notons également un enregistrement notable de cette œuvre enregistré avec Poulenc en personne au piano et Pierre Bernac pour le chant. C'est à cette époque que se crée, sous l'impulsion de Jean Cocteau et d'Erik Satie, un collectif de jeunes compositeurs que le critique Henri Collet surnomme en 1920 le « groupe des Six », en référence au « groupe des Cinq » russes. Constitué, outre Francis Poulenc, de Georges Auric, Louis Durey, Arthur Honegger, Darius Milhaud et Germaine Tailleferre, il se veut une réaction contre le romantisme et le wagnérisme, mais aussi, dans une certaine mesure, contre le courant impressionniste, incarné notamment par Claude Debussy. Le groupe des Six ne créera pourtant que deux œuvres collectives : un recueil pour le piano, Album des Six, et un ballet, Les Mariés de la tour Eiffel (sur un texte de Cocteau).
De 1921 à 1925, Poulenc étudie la composition avec Charles Koechlin. Il reste néanmoins une sorte d’autodidacte : « Mon canon, c’est l’instinct », dit-il un jour[réf. nécessaire]. La première de son ballet Les Biches, donné par les Ballets russes de Serge de Diaghilev, dans des décors et des costumes de Marie Laurencin, a lieu en janvier 1924.
En 1926, il rencontre le baryton Pierre Bernac, à qui il demande d'interpréter les Chansons gaillardes composées la même année. Pierre Bernac deviendra son interprète fétiche (Franck Ferraty parle de « partenaire affectif privilégié », même si, selon Wilfrid Mellers, « malgré les inclinations homosexuelles de Francis, lui et Bernac ne furent pas amants ») et pour lequel il composera 90 de ses 145 mélodies. Il l’accompagne au piano à partir de 1935 (et jusqu'en 1959) dans des récitals de musique française à travers le monde entier.
En 1927, il achète le Grand Coteau, une maison à Noizay, en Touraine, où il se réfugie dès lors pour composer. Le Grand Coteau est aujourd'hui ouvert à la visite chaque été. 
En 1928, il écrit pour la célèbre claveciniste Wanda Landowska le Concert champêtre pour clavecin et orchestre. L’œuvre est dédiée à son amant, le peintre Richard Chanlaire. Il crée son Concerto pour deux pianos en 1932 avec Jacques Février, fidèle interprète de ses œuvres.

### Moine ou voyou
La mort de plusieurs amis et celle du compositeur et critique Pierre-Octave Ferroud, puis un pèlerinage à Rocamadour en 1935, le ramènent vers la foi catholique, dont il s’était détourné depuis la mort de son père, en 1917. Même s'il continue à composer des mélodies légères, comme les Quatre chansons pour enfants (1934) sur des textes de Jean Nohain, certaines de ses œuvres se font plus sombres et austères. 
En 1936, il compose les Litanies à la Vierge noire de Rocamadour, pour chœur de femmes et orgue (qu’il orchestrera ultérieurement), suivies de la Messe en sol majeur pour chœur mixte a cappella (1937) et des Quatre motets pour un temps de pénitence (1938-39).
Pendant la Seconde Guerre mondiale, Poulenc écrit texte et musique des Animaux modèles, ballet plein d’humour créé à l'Opéra de Paris en 1942 sur une chorégraphie de Serge Lifar, avec les costumes de son ami, le peintre et décorateur de théâtre Maurice Brianchon. L’œuvre peut être vue comme un acte de résistance en ce qu’elle fait entendre un passage de Vous n'aurez pas l'Alsace et la Lorraine – que les militaires allemands ne reconnurent pas à l'époque. Cette pratique d'introduction de passages d'œuvres patriotiques connues au sein d'œuvres musicales nouvelles est commune au groupe de Résistance du Front National des Musiciens, assez proche du P.C.F.. La même année, il compose la musique du film La Duchesse de Langeais de Jacques de Baroncelli. Dans la même période, il met clandestinement en musique le poème "C" d'Aragon.
En revanche sa cantate Figure humaine (1943) sur des textes de Paul Éluard doit attendre 1945 pour être créée (à Londres), sans doute en raison du poème qui la conclut : Liberté. Poulenc la dédie à Pablo Picasso dont il « admire l'œuvre et la vie ». 
En 1946, il crée à la radio un conte musical pour piano et récitant, L'Histoire de Babar, le petit éléphant, d'après le personnage créé par Jean de Brunhoff. Grâce à Max de Rieux il se lie d'amitié avec la jeune soprano Denise Duval, à laquelle il confie le rôle principal de son opéra bouffe Les Mamelles de Tirésias (d’après la comédie éponyme de Guillaume Apollinaire), créé à l'Opéra-Comique en 1947. Poulenc continue à alterner mélodies, chœurs profanes (Huit Chansons françaises, 1946) ou religieux (Stabat Mater, 1950), pièces orchestrales (Sinfonietta, 1947), de chambre ou pour le piano.
Le 7 novembre 1948, il donne son premier récital avec Pierre Bernac aux États-Unis. Il y rencontre notamment la soprano Leontyne Price, qui le met au programme de ses récitals, et le compositeur Samuel Barber, dont les Mélodies passagères seront créées à Paris par Bernac et Poulenc en février 1952.

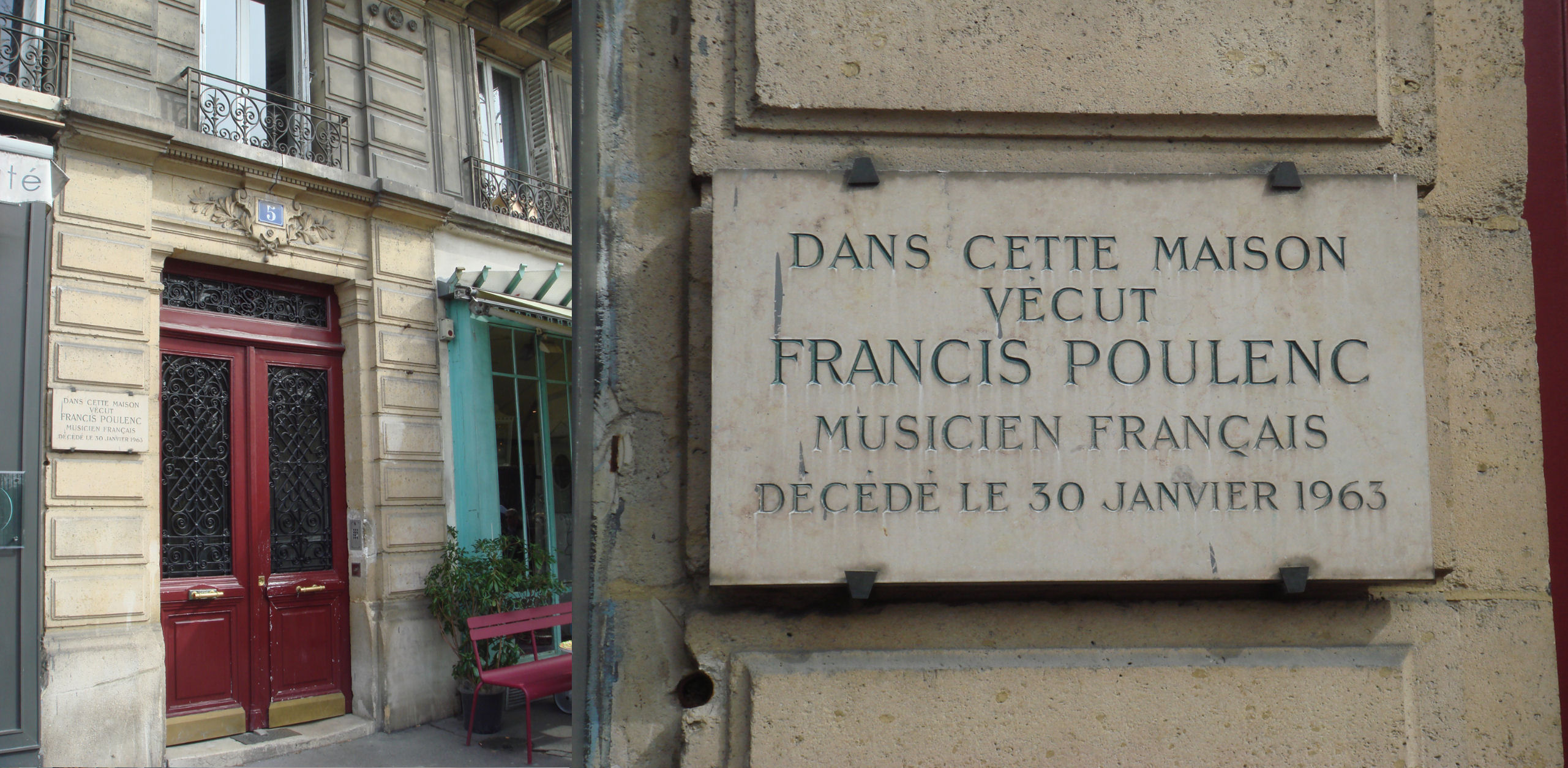
Plaque commémorative au 5, rue de Médicis (6e arrondissement de Paris).

En 1953, le directeur des éditions Ricordi commande à Poulenc un ballet sur sainte Marguerite de Cortone pour la Scala de Milan. Poulenc décline l'offre, mais il s'intéresse au livret en italien que Flavio Testi a tiré d'une pièce représentée à Paris l'année précédente au théâtre des Arts par Jacques Hébertot, Dialogues des carmélites, d'après un texte inédit de Georges Bernanos. Malgré des problèmes de droits et de santé, Poulenc se lance à corps perdu dans un sujet qui ne tarde pas à l'obséder, les angoisses de Blanche de la Force face à la mort faisant écho aux siennes, confronté à la longue agonie de son compagnon de l'époque, Lucien Roubert, un voyageur de commerce. Il adapte lui-même le texte de Bernanos pour une version française et achève sa partition en août 1955, au moment même de la mort de Lucien. Dialogues des carmélites est créé en italien à Milan le 26 janvier 1957 avec Leyla Gencer (Mme Lidoine) et Virginia Zeani (Blanche), puis, dans la version française originale, à l'Opéra de Paris le 21 juin suivant sous la direction de Pierre Dervaux, avec Régine Crespin et Denise Duval dans les mêmes rôles. La première aux États-Unis a lieu en septembre de la même année au San Francisco Opera avec Leontyne Price, qui fait sa première apparition sur une grande scène d’opéra dans le rôle de Mme Lidoine.
Il est suivi en 1958 par La Voix humaine, tragédie lyrique d’après Cocteau, dédiée à son dernier amour, Louis Gautier, un travailleur manuel rencontré en 1957. En 1960-61, il est aux États-Unis pour les créations des Mamelles de Tirésias et de La Voix humaine. Son Gloria pour soprano solo, chœur mixte et orchestre est créé simultanément à Boston par Charles Munch et à Paris par Georges Prêtre (janvier-février 1961). 
La même année, il publie un livre sur Emmanuel Chabrier.

### Mort

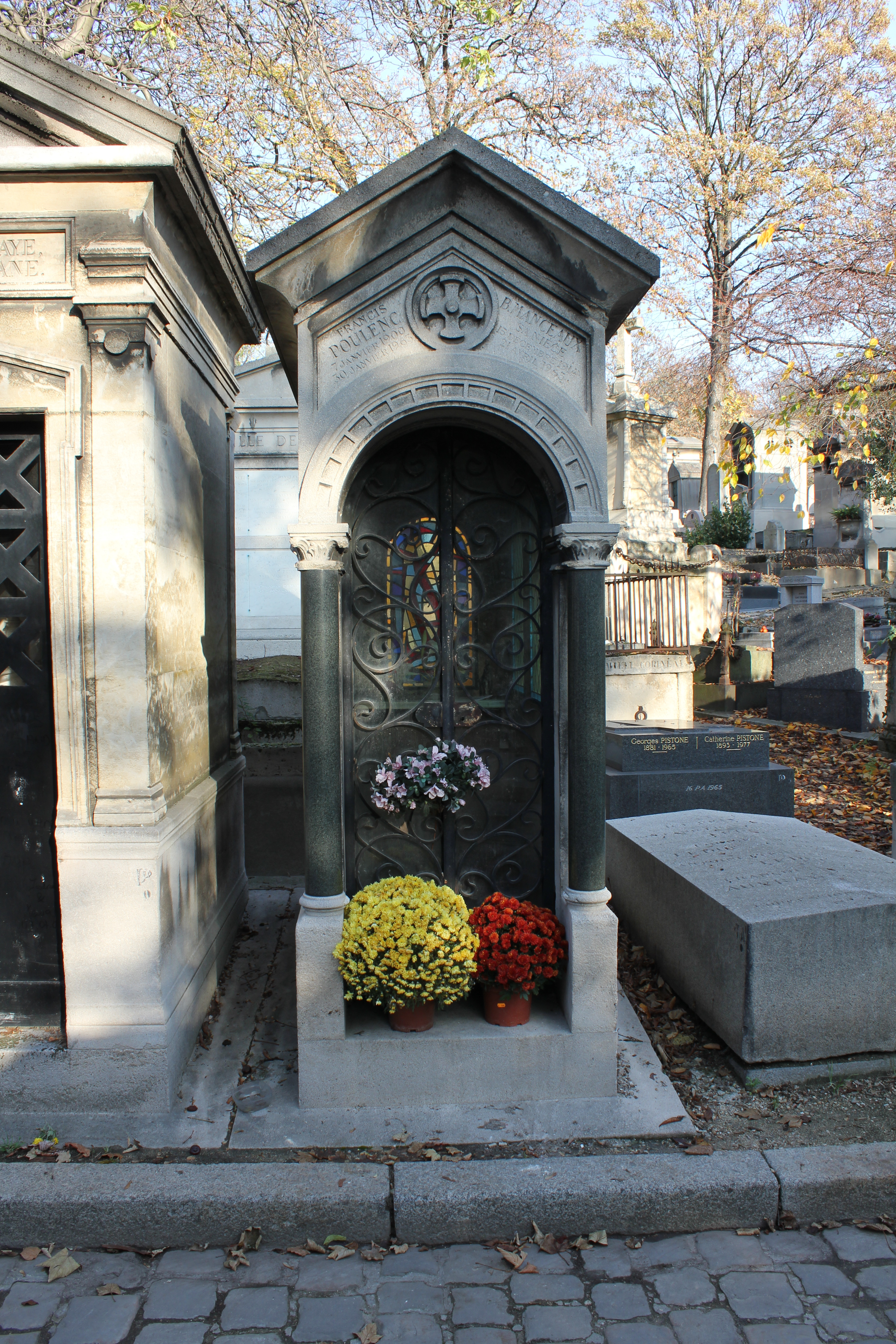
Tombe de Francis Poulenc au cimetière du Père-Lachaise (division 5).

Il meurt le 30 janvier 1963 d'une crise cardiaque à son domicile du 5, rue de Médicis, face au jardin du Luxembourg. Il est enterré à Paris, au cimetière du Père-Lachaise (division 5) avec sa nièce, Brigitte Manceaux (1914 - 1963), fille de Jeanne Poulenc, qui fut sa secrétaire et confidente.
Ses deux dernières compositions sont créées de façon posthume en avril et juin 1963 : la Sonate pour hautbois et piano par Pierre Pierlot et Jacques Février, et la Sonate pour clarinette et piano par Benny Goodman et Leonard Bernstein.
Le critique Claude Rostand, pour souligner la coexistence chez Poulenc d’une grande gravité, due à sa foi catholique, avec l’insouciance et la fantaisie, a forgé la formule célèbre « moine ou voyou ». Ainsi, à propos de son Gloria, qui provoqua quelques remous à sa création, le compositeur lui-même déclara : « J’ai pensé, simplement, en l’écrivant à ces fresques de Benozzo Gozzoli où les anges tirent la langue, et aussi à ces graves bénédictins que j’ai vus un jour jouer au football. »

## Œuvres

### Œuvres principales

#### Mélodies et cantates
- Rapsodie nègre (1917)
- Le Bestiaire ou Cortège d'Orphée (1918), cycle de mélodies d'après Guillaume Apollinaire
- Cocardes (1919)
- Quatre poèmes de Max Jacob (1921)
- Poèmes de Ronsard (1924-1925)
- Chansons gaillardes (1926), cycle de mélodies
- Trois poèmes de Louise Lalanne (1931)
- Quatre poèmes de Guillaume Apollinaire (1931)
- Le Bal masqué (1932)
- Quatre chansons pour enfants (1934)
- Tel jour telle nuit (1936-37)
- Trois poèmes de Louise de Vilmorin (1937)
- Fiançailles pour rire (1939)
- Chansons villageoises (1942)
- Calligrammes (1948)
- La Fraîcheur et le Feu (1950)
- La Courte Paille (1960)
- La Dame de Monte-Carlo (1961)

#### Œuvres chorales
- Chanson à boire (1922)
- Sept Chansons (1936)
- Sécheresses (1937)
- Figure humaine (1943), cantate sur des textes de Paul Éluard, créée en 1945 à Londres
- Un soir de neige (1944)
- Huit Chansons françaises (1945)

#### Œuvres lyriques
- Les Mamelles de Tirésias (1944), opéra-bouffe d’après la comédie-éponyme de Guillaume Apollinaire
- Dialogues des carmélites (1956), opéra d'après Georges Bernanos, créé à Milan le 26 janvier 1957
- La Voix humaine (1958), tragédie lyrique d’après Jean Cocteau

#### Musique de ballet
- Les Mariés de la tour Eiffel (1921)
- Les Biches (1924)
- Les Animaux modèles (1942)

#### Musique sacrée
- Litanies à la Vierge noire (1936), pour chœur de femmes et orgue
- Messe en sol majeur (1937), pour chœur mixte a cappella
- Quatre motets pour un temps de pénitence (1938-39), pour chœur mixte a cappella
- Exultate Deo (1941), pour chœur mixte a cappella
- Salve Regina (1941), pour chœur mixte a cappella
- Quatre petites prières de Saint François d’Assise (1948), pour chœur d'hommes à quatre voix a cappella
- Stabat Mater (1950), pour soprano solo, chœur mixte à cinq voix et orchestre
- Quatre motets pour le temps de Noël (1951-52), pour chœur mixte a cappella
- Ave verum corpus (1952), pour chœur de femmes à trois voix a cappella
- Laudes de saint Antoine de Padoue (1957-59), pour chœur d'hommes à trois voix a cappella
- Gloria (1959), pour soprano solo, chœur mixte et orchestre, créé simultanément à Boston par Charles Munch et à Paris par Georges Prêtre (janvier-février 1961)
- Sept répons des ténèbres (1960-62), pour soprano solo, chœur mixte et orchestre

#### Œuvres pour orchestre
- Le Gendarme incompris (1921)
- Pastourelle (1929)
- Suite française d'après Claude Gervaise (1935)
- Deux marches et un intermède (1937)
- Les Animaux modèles (1943), suite pour orchestre tirée du ballet
- Sinfonietta (1947)
- Matelote provençale (1952)
- Bucolique (1954)

#### Œuvres concertantes
- Concert champêtre (1927-28), pour clavecin et orchestre
- Aubade (1929)
- Concerto pour deux pianos (1932)
- Concerto pour orgue, cordes et timbales (1936-38)
- Concerto pour piano (1949)

#### Musique de chambre
- Sonate pour deux clarinettes (1918)
- Sonate pour clarinette et basson (1922)
- Sonate pour cor, trompette et trombone (1922)
- Trio pour hautbois, basson et piano (1926)
- Villanelle (1934)
- Sextuor (1932-39)
- Sonate pour violon et piano (1942-1943)
- Sonate pour violoncelle et piano (1940-48)
- Sonate pour flûte et piano (1956-57), à la mémoire d'Elizabeth Sprague Coolidge, crée en collaboration avec le flûtiste Jean-Pierre Rampal
- Élégie pour cor et piano (1957)
- Sarabande (1960)
- Sonate pour clarinette et piano (1962), , création posthume par Benny Goodman et Leonard Bernstein
- Sonate pour hautbois et piano (1962), création posthume

#### Œuvres pour piano
- Mouvements perpétuels (1918)
- Sonate pour piano à quatre mains (1918)
- Histoire de Babar, le petit éléphant (1940-45), conte musical pour récitant et piano
- Sonate pour deux pianos (1952-53)
- Élégie pour deux pianos (1959)

### Chansons et mélodies
Poulenc a composé près de deux cents mélodies ou chansons, la plupart accompagnées au piano, les autres par un orchestre de chambre ou un grand orchestre.
Les premières œuvres sont souvent des chansons légères telles Toréador (1918), « chanson hispano-italienne » ou le cycle Cocardes (1919) sur des textes de Jean Cocteau (Poulenc était fasciné par le cirque, le music-hall et par des chanteurs comme Maurice Chevalier), mais à partir de sa rencontre avec Pierre Bernac, les mélodies se font plus lyriques, mettant en musique le plus souvent des poèmes de son cercle d’amis : Apollinaire, Louise de Vilmorin, Max Jacob et surtout Paul Éluard. Par la suite, il alterne les deux genres, revenant à la fantaisie avec, par exemple, en 1942 Chansons villageoises, et en 1960 La Courte Paille.
Parmi ses adaptations de textes d’Apollinaire, Bleuet (1939) et Montparnasse (1945), mélodie qui demanda à Poulenc trois ans de travail pour trois courtes pages présentent le Poulenc de la maturité. Tout à fait à l’opposé, une œuvre comme Les Chemins de l’amour composée pour la « diva de l’opérette », Yvonne Printemps, pour la pièce d'Anouilh Léocadia (1940), correspond à sa veine populaire, tout comme Voyage à Paris du cycle Banalités (1940).
C (1943), sur le poème de guerre de Louis Aragon Les Ponts-de-Cé, est une de ses mélodies les plus souvent reprises.[réf. nécessaire] Liberté, sur le poème Liberté d’Éluard, clôt la cantate Figure humaine, créée sur la BBC en 1945 et dont la première française n’eut lieu qu’en 1947.
Cocteau notait à propos des chansons et mélodies : « La particularité de Poulenc, c'est de mettre le texte en évidence. Le poème Liberté d'Éluard y gagne. On se demande si le texte ainsi chanté n'est pas la seule forme possible de déclamation d'un poème. »

### Écrits
- Francis Poulenc, Mes mélodies et leurs poètes, Conférence du 20 mars 1947, revue Conferencia no 36, décembre 1947 ;
- Francis Poulenc, Emmanuel Chabrier, Paris, 1961 ;
- Francis Poulenc, Moi et mes amis, confidences recueillies par Stéphane Audel, La Palatine, Paris, 1963 ;
- Francis Poulenc, Journal de mes mélodies, préface d’Henri Sauguet, texte établi par la Société des amis de Francis Poulenc, éditions Grasset, 1964 ; réédité en 1993, préface de Denise Duval, texte intégral établi et annoté par Renaud Machart, éditions Cicéro et Salabert, Paris, 1993  (ISBN 978-2908369106) ;
- Francis Poulenc, Correspondance 1910-1963 : réunie, présentée et annotée par Myriam Chimènes, Paris, Fayard, 1994, 1128 p. (ISBN 2-213-03020-0, OCLC 32176158, BNF 36682100)
- Francis Poulenc, À bâtons rompus, écrits radiophoniques édités par Lucie Kayas précédés de Journal de vacances et suivis de Feuilles Américaines, éditions Actes Sud, Arles, 1999 ;
- Francis Poulenc, Dialogues des carmélites, livret français, collection Opéra de Marseille, éditions Actes Sud, Arles, rééd. 2006.
- Francis Poulenc, J'écris ce qui me chante, textes et entretiens, réunis, présentés et annotés par Nicolas Southon, Fayard, Paris, 2011, 920 p.

Entretiens radiophoniques
- Entretiens avec Claude Rostand, Paris, René Julliard, 1954, 223 p. (OCLC 12151898)
  - Francis Poulenc ou l'Invité de Touraine, entretiens avec Claude Rostand réalisés en 1953-1954 – INA/Radio France, 1995 (2 CD)

## Discographie sélective
Poulenc a laissé plusieurs enregistrements comme pianiste soliste ou accompagnateur. On dispose aussi d’enregistrements, parfois supervisés par lui, interprétés par des artistes qu’il privilégiait de son vivant, comme le baryton Pierre Bernac, la soprano Denise Duval, le pianiste Gabriel Tacchino ou le chef d’orchestre Georges Prêtre.
Intégrale
- Œuvres pour piano, Musique de chambre, Concertos, Musique symphonique, Musique religieuse, Œuvres lyriques, Mélodies, Chansons, avec Elly Ameling, Gabriel Bacquier, Liliane Berton, André Cluytens, Régine Crespin, Michel Debost, Pierre Dervaux, Maurice Duruflé, Denise Duval, Jacques Février, Jean-Paul Fouchécourt, Nicolai Gedda, Rita Gorr, Mady Mesplé, Jessye Norman, Emmanuel Pahud, Michel Plasson, Michel Portal, Francis Poulenc, Georges Prêtre, Yvonne Printemps, Michel Sénéchal, Gérard Souzay, Gabriel Tacchino, Peter Ustinov, José van Dam, Frank Peter Zimmermann, etc. - EMI Classics, 2012 (20 CD)

Mélodies, œuvres vocales
- Intégrale des mélodies et chansons, avec Gabriel Bacquier, Jean-Christophe Benoît, Pierre Bernac, Liliane Berton, Nicolai Gedda, Mady Mesplé, Jessye Norman, Michel Sénéchal, Gérard Souzay, José van Dam, etc. – EMI Classics, 1998 ; rééd. 5CD
- Le Bal masqué, Le Bestiaire, Le Gendarme incompris, etc., François Le Roux, Dominique Visse, Lambert Wilson, Orchestre national de France, Charles Dutoit – Decca, 1996

Opéras
- Dialogues des carmélites avec Régine Crespin (Mme Lidoine), Denise Duval (Blanche), Rita Gorr (Mère Marie), Liliane Berton (Sœur Constance), chœur et orchestre de l'Opéra de Paris, Pierre Dervaux (dir.) – EMI Classics, 1958 (distribution de la création)
- Dialogues des carmélites avec Rita Gorr (Mme de Croissy), Catherine Dubosc (Blanche), Martine Dupuy (Mère Marie), Brigitte Fournier (sœur Constance), José van Dam (marquis de la Force), chœur et orchestre de l'Opéra de Lyon, Kent Nagano (dir.) – Virgin Classics, 1992
- Les Mamelles de Tirésias avec Denise Duval, Jean Giraudeau, Émile Rousseau, Robert Jeantet, chœur et orchestre de l'Opéra-Comique, André Cluytens (dir.) – EMI, 1953 (distribution de la création)
- La Voix humaine, avec Denise Duval, orchestre de l'Opéra-Comique, Georges Prêtre (dir.) – EMI, 1959 (distribution de la création)
- La Voix humaine avec Jane Rhodes, Orchestre national de France, Jean-Pierre Marty (dir.) – 1976 ; rééd. INA, 1994
- La Voix humaine / La Dame de Monte-Carlo, avec Felicity Lott, Orchestre de la Suisse romande, Armin Jordan (dir.) – Harmonia Mundi, 2001

Musique sacrée
- Figure humaine, Quatre motets pour le temps de Noël, Salve Regina, Quatre petites prières de Saint François d’Assise, Ensemble vocal de Provence, Hélène Guy (dir.) – Pierre Vérany, 1981
- Gloria et Stabat Mater, Kathleen Battle, Tanglewood Festival Chorus, Boston Symphony Orchestra, Seiji Ozawa – DG, 1989

Musique instrumentale
- Les Biches (ballet), Orchestre de la Société des concerts du Conservatoire, Georges Prêtre (dir.) – EMI, 1962
- Concerto pour orgue, avec Marie-Claire Alain (orgue), orchestre national de l'ORTF, Jean Martinon (dir.) - Erato, 1969
- Sinfonietta, Concert champêtre, Suite française, etc., Pascal Rogé (clavecin), Orchestre national de France, Charles Dutoit – Decca, 1996

## Hommages
Sont notamment nommés en son honneur :
- la place Francis-Poulenc et le square Francis-Poulenc, à Paris[28] ;
- la rue Francis Poulenc à Aubrives, à la pointe des Ardennes.
- une rue à Loriol-sur-Drôme ;
- le conservatoire à rayonnement régional de Tours ;
- (22341) Francispoulenc, un astéroïde de la ceinture principale[29].
- La Poste a émis un timbre à son effigie en 1974[30].
- Espalion et ses villes voisines accueillent le festival "Francis Poulenc & Friends".Premiere édition du 12 au 16 août 2025,

### Sitographie
- « Francis Poulenc » [PDF], sur www.glbtqarchive.com (consulté le 21 décembre 2024).